# Robert Rich, 1. Earl of Warwick
Robert Rich, 1. Earl of Warwick (* Dezember 1559; † 24. März 1619 in London) war ein englischer Adliger.
Er war der älteste überlebende Sohn von Robert Rich, 2. Baron Rich, aus dessen Ehe mit Elizabeth Baldry. Beim Tod seines Vaters 1581 erbte er dessen Titel Baron Rich. Als 1588 eine spanische Invasion befürchtet wurde, wurde er Captain einer Kavallerieschwadron des englischen Armee. Im August 1618 wurde er zudem zum Earl of Warwick erhoben.
1581 heiratete er in erster Ehe Lady Penelope Devereux, Tochter des Walter Devereux, 1. Earl of Essex, und der Lettice Knollys. Er ließ sich im November 1605 von ihr scheiden. Das Ehepaar hatte sieben gemeinsame Kinder:
- Robert Rich, 2. Earl of Warwick (1587–1658);
- Henry Rich, 1. Earl of Holland (1590–1649);
- Hon. Sir Charles Rich;
- Lady Lettice Rich, ⚭ (1) Sir George Cary, ⚭ (2) Sir Arthur Lake;
- Hon. Penelope Rich (um 1590–1613), ⚭ Sir Gervase Clifton, 1. Baronet;
- Lady Essex Rich, ⚭ Sir Thomas Cheeke;
- Lady Isabella Rich, ⚭ Sir John Smythe.

Später heiratete er am 14. Dezember 1616 Francey Wray, Tochter von Sir Christopher Wray of Glentworth. Die Ehe blieb kinderlos.